# Pehonko
Pehonko o Péhunco è una città situata nel dipartimento di Atakora nello Stato del Benin con 63 622 abitanti (stima 2006).

## Geografia fisica
Il comune è situato nella parte nord-occidentale del paese e confina a nord con il Burkina Faso, a sud con il comune di Boukoumbé, ad est con Kérou, Kouandé e Toucountouna e ad ovest con Matéri e Cobly.

## Amministrazione
Il comune è formato dai seguenti 3 arrondissement composti da 39 villaggi:
- Gnémasson
- Pehonko
- Tobré

## Società

### Religione
La maggioranza della popolazione segue religioni locali (69,0%), seguita dal cattolicesimo (12,0%) e dalla religione musulmana (11,0%).

### Evoluzione demografica
Dal punto di vista etnico la popolazione è principalmente composta da Natimba, Yorouba, Zerma, Haousatché, Peulhs, Dendis, Batombou, Fon, Waaba, Bébèlibè, Bètammaribè, Kountiba, Mossi, Berba e Gourmatchéba.

## Economia
Sviluppata la coltivazione di cotone ed arachidi, presente l'allevamento di bovini mentre trascurabile è la pesca, esercitata sul fiume Pendjari. Presenti inoltre cave di sabbia, ghiaia ed argilla.

### Turismo
La principale attrazione turistica è il parco nazionale del Pendjari con le sue numerose grotte e cascate. In città sono presenti eventi folcloristici di tradizioni locali.